# Crème fraîche liquide
Pour les articles homonymes, voir Crème.
La crème fraîche liquide ou crème fraîche fluide est une crème fraîche n'ayant pas subi de maturation à la suite d'un ensemencement naturel ou par adjonction de ferments.

## Utilisation
Cuisine

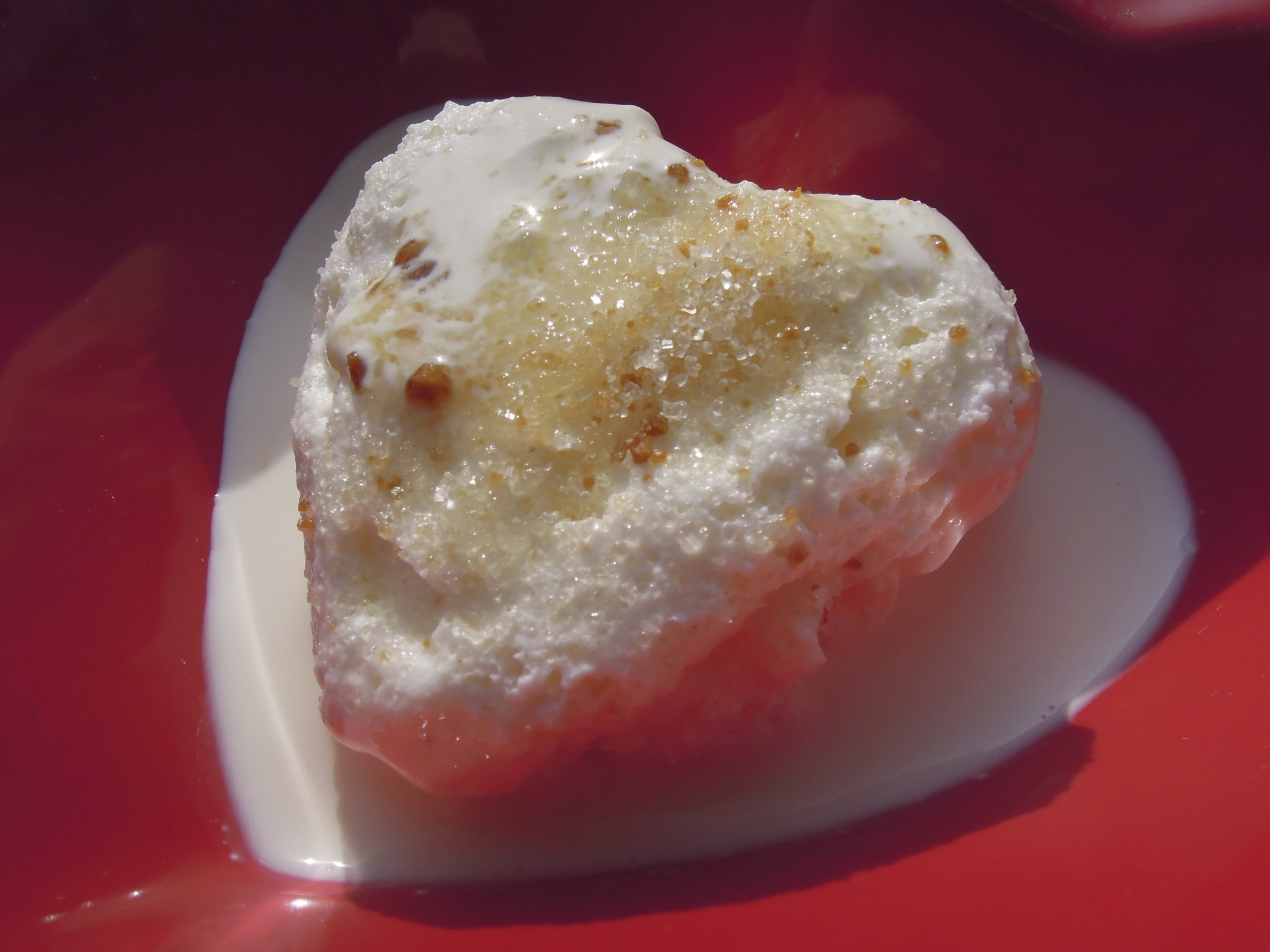
La crème fraîche fluide est un des ingrédients du crémet d'Anjou

La crème fraîche liquide s'ajoute dans les soupes et veloutés, le gratin dauphinois, sert à réaliser les sauces blanches, la migaine...
Pâtisserie
La crème fraîche liquide se prête particulièrement bien au foisonnement pour l'obtention de crème fouettée ou de crème chantilly. Elle s'utilise dans la sauce chocolat, pour faire une ganache.